# اسم رمز: تیرانگا
اسم رمز: تیرانگا (به انگلیسی: Code Name: Tiranga) یک فیلم اکشن، جاسوسی و درام هندی محصول سال ۲۰۲۲ و به کارگردانی ریبهو داسگوپتا است. در این فیلم بازیگرانی همچون پرینیتی چوپرا، هاردی ساندو، شاراد کلکار، راجیت کاپور و سابیاسچی چاکرابارتی ایفای نقش کرده‌اند. این فیلم در ۱۴ اکتبر ۲۰۲۲ منتشر شد و اکثراً نقدهای منفی از منتقدان دریافت کرد.

## خلاصه داستان
یک جاسوس در مأموریتی بی‌نتیجه و بی‌باک برای ملت‌اش در مسابقه‌ای با زمان که در آن فداکاری تنها انتخاب اوست قرار می‌گیرد.

## تولید
فیلمبرداری فیلم در آوریل ۲۰۲۱ در ترکیه آغاز شد، جایی که بخش عمده‌ای از فیلم در آنجا فیلمبرداری شد.

## انتشار
این فیلم در ۱۴ اکتبر ۲۰۲۲ اکران شد. پس از اکران در سینما، این فیلم برای پخش در سراسر جهان به‌طور انحصاری در نتفلیکس از ۱۶ دسامبر ۲۰۲۲ در دسترس قرار گرفت.

## گیشه
این فیلم در روز افتتاحیه خود ۰٫۱۵ کرور در باکس آفیس داخلی جمع‌آوری کرد. سپس فیلم ۰٫۱۵ کرور در روز دوم و ۰٫۰۷ کرور در روز ۵ جمع‌آوری کرد. نمایش خود را در روز هفتم با مجموع ۰٫۷۰ کرور روپیه به پایان رساند.